# Кошево (Штип)
Кошево (мкд. Кошево) је насеље у Северној Македонији, у средишњем делу државе. Кошево је село у саставу општине Штип.

## Географија
Кошево је смештено у средишњем делу Северне Македоније. Од најближег града, Штипа, насеље је удаљено 18 km источно.
Насеље Кошево се налази у историјској области Јуруклук. То је побрђе које чини западну претходницу планине Плачковице. Североисточно од насеља тече река Брегалница. Надморска висина насеља је приближно 780 метара.
Месна клима је умерено континентална.

## Становништво
Кошево је према последњем попису из 2002. године имало 7 становника.
Већинско становништво су етнички Македонци (100%). До почетка 20. века половина сеоског становништва били су Турци.
Претежна вероисповест месног становништва је православље.